# Římskokatolická farnost Hoštejn
Římskokatolická farnost Hoštejn je územní společenství římských katolíků v děkanátu Zábřeh s farním kostelem svaté Anny.

## Historie farnosti
Farní kostel je v Hoštejně připomínán již roku 1350, zanikl však později v 15. století zároveň s hradem. Teprve v 18. století zde byla postavena kaple svaté Anny, která byla v roce 1815 (podle novějších údajů historiků umění v roce 1869) přestavěna na filiální kostel. V roce 1892 byla při kostele obnovená fara.

## Duchovní správci
Administrátorem excurrendo je od roku 2003 R. D. Mgr. Jaroslav Přibyl.

## Bohoslužby
| Kostel                   | Místo   | Bohoslužba (den) | Hodina                                    | Poznámka     |
| ------------------------ | ------- | ---------------- | ----------------------------------------- | ------------ |
| svaté Anny               | Hoštejn | neděle čtvrtek   | 10.00 17.30 (zimní čas)/18.00 (letní čas) | farní kostel |
| svatého Jana Nepomuckého | Kosov   | neděle           | 11.15                                     | kaple        |

## Aktivity farnosti
Každoročně se ve farnosti koná tříkrálová sbírka, v roce 2016 se při ní vybralo v Hoštejně 12 179 korun.
Pro farnost, stejně jako další farnosti děkanátu Zábřeh vychází každý týden Farní informace.